# Islas Marshall en los Juegos Olímpicos
Las Islas Marshall en los Juegos Olímpicos están representadas por el Comité Olímpico Nacional de las Islas Marshall, creado en 2001 y reconocido por el Comité Olímpico Internacional en 2006.
Ha participado en cinco ediciones de los Juegos Olímpicos de Verano, su primera presencia tuvo lugar en Pekín 2008. El equipo olímpico no ha obtenido ninguna medalla en las ediciones de verano.
En los Juegos Olímpicos de Invierno Islas Marshall no ha participado en ninguna edición.

## Medallero

### Por edición
Juegos Olímpicos de Verano
| Evento              | Oro | Plata | Bronce | Total |
| ------------------- | --- | ----- | ------ | ----- |
| Pekín 2008          | 0   | 0     | 0      | 0     |
| Londres 2012        | 0   | 0     | 0      | 0     |
| Río de Janeiro 2016 | 0   | 0     | 0      | 0     |
| Tokio 2020          | 0   | 0     | 0      | 0     |
| París 2024          | 0   | 0     | 0      | 0     |
| TOTAL               | 0   | 0     | 0      | 0     |